# Chillin
"Chillin" — песня американского рэпера Wale.  Она записана при участии Lady Gaga и является главным синглом из его дебютного альбома, Attention: Deficit (Осторожно : Дефицит).  Песня была официально выпущена 2 июля 2009 года.

## Чарты
| Чарт (2009)              | Высшая позиция |
| ------------------------ | -------------- |
| Australian Singles Chart | 29             |
| Canadian Hot 100         | 73             |
| European Hot 100 Singles | 42             |
| Irish Singles Chart      | 19             |
| UK Singles Chart         | 12             |
| U.S. Billboard Hot 100   | 99             |